# Revolución pasiva

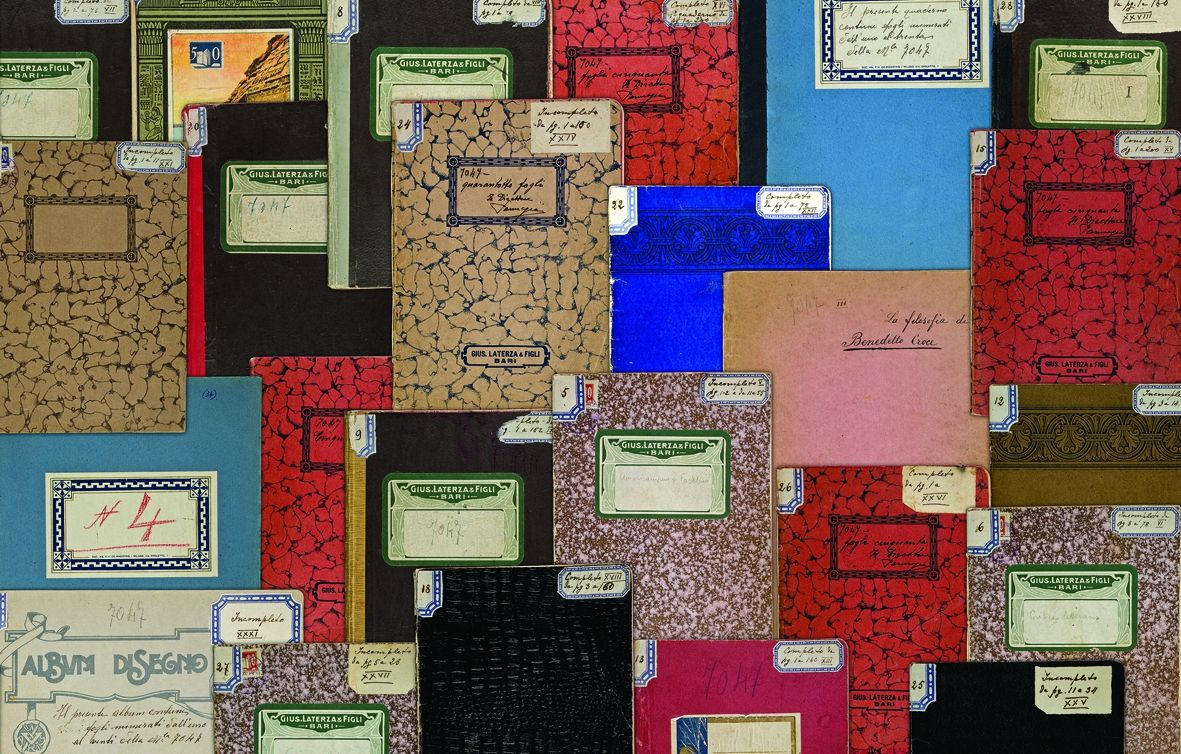
Algunos de los Cuadernos de la cárcel de Antonio Gramsci.

La revolución pasiva es un término utilizado por el marxista italiano Antonio Gramsci para designar los cambios políticos, económicos y sociales radicales en los que las «clases subalternas» no intervienen en el proceso, a diferencia del protagonismo que tienen en las «revoluciones activas», y en las que los grupos que dirigen la revolución intentan atraérselas satisfaciendo en parte sus aspiraciones. Gramsci tomó prestado el término del liberal italiano Vincenzo Cuoco que lo aplicó en una obra publicada en 1801 a la efímera Revolución Napolitana de 1799, en la que participó, y por la que tuvo que exiliarse. Gramsci también utilizó la expresión «revolución sin revolución» para referirse a la revolución pasiva.
Gramsci no definió explícitamente qué era la «revolución pasiva» por lo que se trata de un concepto que ha sido reconstruido a posteriori, a partir del análisis de su obra. Sergi Jiménez Viader define así el concepto gramsciano de «revolución pasiva»:

La revolución pasiva es un proceso bajo el cual la clase dominante absorbe algunas de las reivindicaciones de las masas populares para frustrar o impedir la revolución, haciendo que el movimiento revolucionario acepte su incapacidad de transformar la sociedad y acabe siendo integrado en el sistema. Es decir, la sublevación iniciada por las masas es respondida por parte del grupo dirigente mediante un “reformismo atemperado”, por “pequeñas dosis”, evitando la participación de las propias masas en todo este proceso.

## Origen del término
Aunque el término «revolución pasiva» también fue utilizado por Thomas Paine, fue el italiano Vincenzo Cuoco quien lo acuñó para definir la Revolución napolitana de 1799 en la que él participó. En su obra  Saggio Storico sulla Rivoluzione Napoletana del 1799 ("Ensayo histórico sobre la revolución napolitana de 1799"), publicada en Milán en 1801, Cuoco afirmó que había sido una «rivoluzione passiva» al no haber participado directamente en ella el «pueblo», al contrario de lo que sucede en las «revoluciones activas». «Il popolo è un fanciullo» (“el pueblo es un niño”) escribió. En el caso de las «revoluciones activas», son los revolucionarios los que tienen que reunirse con el pueblo; en el de las «revoluciones pasivas» es el pueblo el que se reúne con los revolucionarios. Y precisamente, según Cuoco, ahí radicó la razón del fracaso de la revolución napolitana de 1799: el «pueblo» no se unió al grupo de republicanos jacobinos que la dirigió porque éstos no supieron entender cuáles eran sus aspiraciones y tampoco fueron capaces de hacerle comprender en qué consistía su proyecto revolucionario.

## Definición
El término «revolución pasiva» aparece en los Cuadernos de la cárcel escritos entre 1929 y 1935 por Antonio Gramsci, comunista encarcelado por oponerse al fascismo. Sin embargo, no será hasta los años 1970 cuando el término comienza a ser estudiado como una categoría fundamental para entender la obra de Gramsci.
Las primeras referencias a la «revolución pasiva» no aparecen en los Cuadernos de la cárcel con este término sino que Gramsci recurre a la expresión «revolución sin revolución» cuando analiza el Risorgimento italiano y la formación de los Estados modernos europeos como reacción a la Revolución francesa. La «revolución pasiva» aparece por primera vez de forma explícita en el Cuaderno 4 en el que se refiere al uso que hizo del término Vincenzo Cuoco y en el que considera que sería aplicable al caso de Italia y al resto de países europeos que modernizaron el Estado «sin pasar por la revolución política de tipo radical jacobino». En el Cuaderno 8 lo expone más claramente, haciendo también referencia a la idea de «revolución-restauración» del republicano francés Edgar Quinet:

Tanto la «revolución-restauración» de Quinet como la «revolución pasiva» de Cuoco expresarían el hecho histórico de la falta de iniciativa popular en el desarrollo de la historia italiana, y el hecho de que el «progreso» tendría lugar como reacción de las clases dominantes al subversismo esporádico e inorgánico de las masas populares con «restauraciones» que acogen cierta parte de las exigencias populares, o sea «restauraciones progresistas» o «revoluciones-restauraciones» o también «revoluciones pasivas».

Así pues, según Gramsci, nos encontramos con una «revolución pasiva» o «revolución sin revolución» cuando un levantamiento de las «clases subalternas» es «bloqueado», «apaciguado», por las clases dominantes mediante la asunción de alguna de sus demandas, con el objetivo de lograr su pasividad.
Gramsci utiliza el término «revolución pasiva» en varios contextos con significados ligeramente diferentes. En su obra, el uso principal se centra en el contraste de la transformación «pasiva» de la sociedad burguesa decimonónica italiana con el «activo» proceso revolucionario de la burguesía en Francia. También identifica el ascenso del fascismo en Italia como un proceso de revolución pasiva. Y también usa el término para referirse a las mutaciones de las estructuras de la economía capitalista, especialmente al analizar el desarrollo del factory system estadounidense de los años 1920 y 1930 (el fordismo).

## ¿Revoluciones pasivas en la historia de la España contemporánea?
En el caso de España se han propuesto tres situaciones («crisis orgánicas» en la terminología gramsciana) en las que la suma de una crisis económica y de una crisis de legitimación política habría desembocado en una revolución pasiva: la Gloriosa Revolución de 1868, la Segunda República Española y la Transición. Una cuarta situación en la que también se ha propuesto aplicar el concepto gramsciano de revolución pasiva sería la que se produjo como consecuencia de la crisis económica de España de 2008 y de la irrupción del movimiento del 15-M que cuestionó la legitimidad del «régimen del 78» (y que coincidió con la revelación de los casos de corrupción de los dos «partidos del sistema», el Partido Popular y el PSOE). Esta «rebelión» de las «clases subalternas» habría sido «apaciguada» con la llegada del PSOE al poder tras ganar Pedro Sánchez la moción de censura contra Mariano Rajoy de 2018 y comenzar a aplicar alguna de sus demandas especialmente después de la formación del gobierno de coalición con Unidas Podemos. Sin embargo, uno de sus proponentes reconoce que «para validar esta posible hipótesis, haría falta un análisis más concreto y exhaustivo», de «la situación política del Reino de España entre 2011 y 2020». Entre los que en 2015 denunciaban que la supuesta «crisis orgánica» que estaba viviendo España en esos años estaba desembocando en una «revolución pasiva», se encontraba Alberto Garzón, que tres años después sería ministro en el gobierno de coalición de Pedro Sánchez.
Más recientemente el filósofo político José Luis Villacañas ha aplicado el concepto gramsciano de revolución pasiva a la dictadura franquista en su libro La  revolución pasiva de Franco (Madrid, HarperCollins, 2022). La tesis que sostiene el libro es que «entre 1931 y 1936 podía haber cristalizado en España una revolución activa. Sin embargo, acabó ocurriendo una revolución pasiva por la cual, tras una guerra nacional, los vencedores comenzaron un proceso de reformas tendente a la modernización del Estado». Pero este proceso de «revolución pasiva» no comenzó nada más terminada la guerra civil sino veinte años después, con la aplicación del Plan de Estabilización de 1959, «y en sus inicios fue limitada, involuntaria y a desgana» (pág. 201-203). Los dos decenios anteriores fueron el periodo en el que el condotiero Francisco Franco convertido en «príncipe nuevo» (así lo califica Villacañas siguiendo a Maquiavelo) asentó su poder y terminó por derrotar completamente al «pueblo republicano». Esos veinte años (1939-1959) de «rasgos siniestros, represivos, violentos» y que supuso «una especie de regreso traumático a una escena de poder primaria, arcaica, violenta, dominada por el Terror», «de regreso a todos los arcaísmos hispanos», dieron paso a «un momento más relajado» en el que se introdujeron algunas reformas «de calado sociopolítico» que «atienden, imitan, transforman o parodian algunas de las exigencias de aquellos elementos rebeldes derrotados» (pág. 202-203). «Con todos sus límites, sin embargo, la revolución pasiva que se inició en 1959 tuvo un profundo sentido y con el tiempo transformaría la naturaleza del franquismo y todo el significado de su época histórica» (pág. 203).